# Elversdorf

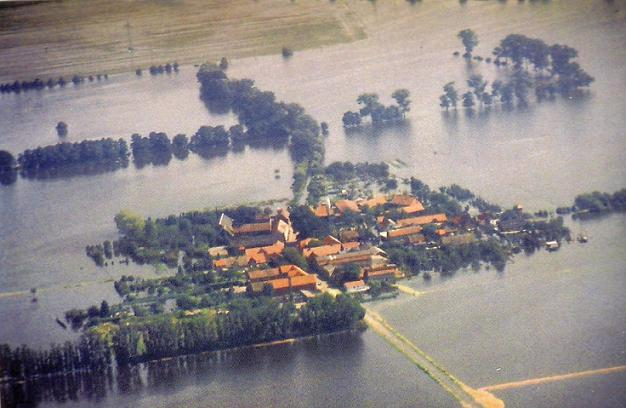
Luftaufnahme von Elversdorf während des Hochwassers 2002

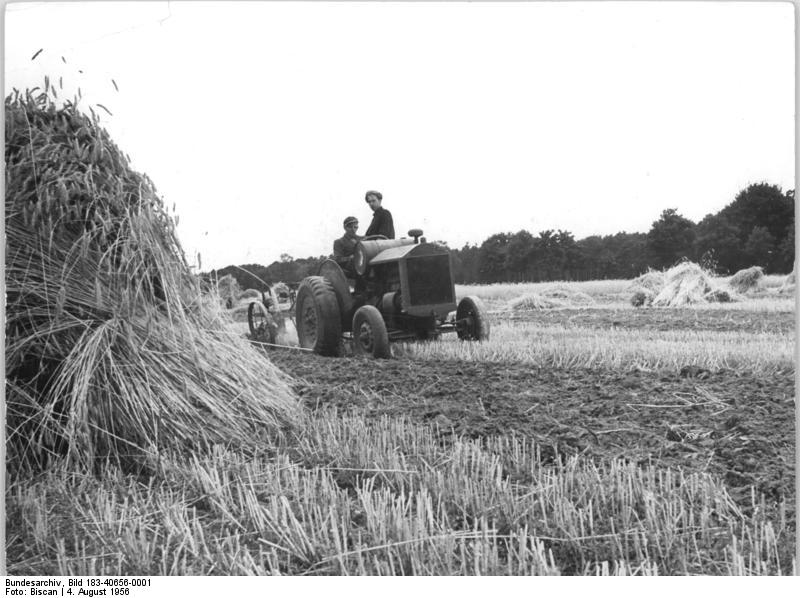
Feldarbeit bei Elversdorf im Jahr 1956

Elversdorf ist ein Ortsteil der Ortschaft Demker der Stadt Tangerhütte im Landkreis Stendal in Sachsen-Anhalt, (Deutschland).

## Geographie
Elversdorf, ein Rundplatzdorf mit Kirche auf dem Platz, liegt 10 Kilometer nordöstlich von Tangerhütte und 10 Kilometer südlich von Stendal in der Niederung des Tanger im Südosten der Altmark. Östlich des Dorfes beginnt das Biosphärenreservat Mittelelbe.
Nachbarorte sind Demker im Westen, der Wohnplatz „Am Bahnhof“ (Bahnhof Demker) im Nordwesten, Grobleben im Nordosten, Bölsdorf im Osten und Köckte im Südosten.

## Geschichte

### Mittelalter bis Neuzeit
Im Jahre 1344 wurde das Dorf als Eluerichstorf erwähnt, als Markgraf Ludwig Einkünfte aus einigen Dörfern der Altmark an Johann von Buch und Gerke von Kerkow verlieh. Weitere Nennungen sind 1345 eluerstorp und 1369 in Villa Elverstorp. Im Landbuch der Mark Brandenburg von 1375 wird das Dorf als Elverstorpp, Elmisdorp und Elvirsdorp aufgeführt. 1804 gab es im Dorf Elversdorf einen Krug.
Gegen 1837 war Elversdorf ein „Königliches Pfarrdorf“. 128 Einwohner bewohnten 18 Wohnhäuser, 9 Ackerhöfen, 5 Kossaten und 12 Einlieger. Der Ort hatte neben der Kirche ein Schulhaus und einen Krug (Gasthaus). Patron des Ortes war der preußische König.
Am 16. April 1748 brannten 9 Gehöfte ab. Ende Juni/Anfang Juli 1846 kam es zu einem verheerenden Großbrand in Elversdorf. Vermutlich durch Brandstiftung verursacht, loderten im gesamten Ort Flammen und vernichteten Vieh und Häuser. Bis auf zwei Gebäude brannte der Ort komplett nieder. Die beiden vom Feuer verschonten Häuser wurden im Laufe der Jahre abgerissen und neu aufgebaut. Eines der beiden Häuser wurde im Jahr 1972 komplett neu errichtet. Das andere wurde vom Eigentümer abgerissen und sollte neu aufgebaut werden, wartet aber seit ca. 2000 auf die Fertigstellung. Bereits am 16. April 1748 waren neun Gehöfte abgebrannt. Doch erst mit dem Großbrand von 1846 hat sich das Erscheinungsbild des Ortes grundlegend geändert.
Von 1951 bis August 1990 hatte der kleine Ort einen Konsum. Der Standort variierte zwar, war aber durchgängig in Betrieb. Am letzten Standort wurde einige Zeit nach Schließung des Konsums ein Fachgeschäft für Motorräder eröffnet. Daneben befand sich noch eine kleine Niederlassung der Deutschen Post. Als diese im Jahr 1992 ebenfalls geschlossen wurde, erweiterte sich der Laden um die nun freigewordene Fläche. Doch auch dieses Geschäft wurde wenig später geschlossen. Derzeit befindet sich das Dorfgemeinschaftshaus in den benannten Räumlichkeiten.
Bis in die 1960er Jahre wurde in Elversdorf unterrichtet. Das Schulgebäude steht noch heute und wird seither privat genutzt. Zwischenzeitlich wurden bauliche Veränderungen vorgenommen. Die ursprünglichen Fenster sind noch ebenso erkennbar, wie Spuren von alten Übermalungen an der Hauswand.

### Herkunft des Ortsnamens
Heinrich Sültmann meint, der Name 1428 elverstorff stammt aus dem Altsächsischen und bedeutet „Dorf eines Egilhard“, der Kampfharte.

### Ersterwähnung 1022
Eine angeblich von Kaiser Heinrich II. 1022 ausgestellte Urkunde, in der in pago Belsheim das Dorf Eilerdesthor oder Eilerdesdorp unter den Besitzungen des Michaelisklosters in Hildesheim erscheint, ist eine Fälschung des 12. Jahrhunderts.

### Hochwasser

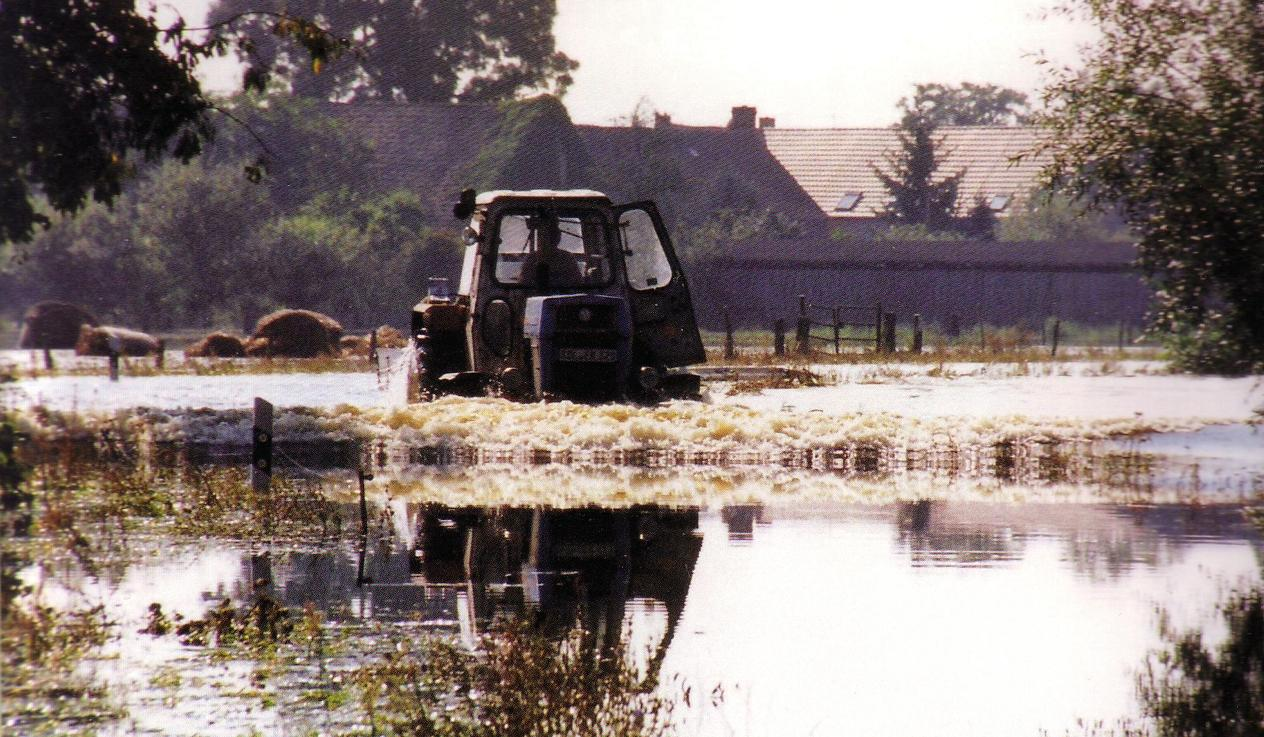
Ausschließlich durch den Einsatz landwirtschaftlicher Fahrzeuge konnten Einwohner und dringend benötigte Waren zwischen den vom Hochwasser eingeschlossenen Gebäuden und dem „Festland“ hin und her transportiert werden

Das Dorf ist hochwassergefährdet, wenn der Wasserstand der Elbe am Pegel Tangermünde 6,50 Meter überschreitet, das sind 34,09 Meter über NHN. Dann wird der Deich zwischen Tangermünde und Bölsdorf, der Onkel-Toms-Hütte-Deich, überströmt und die Tangerniederung zügig gefüllt. Durch einen Deichbruch der Elbe auf Grund sich auftürmender Eismassen bei Bittkau am 18. Februar 1941 gegen 22:00 Uhr, war auch Elversdorf vom Hochwasser betroffen. Im Sommer 1954 wurde der Ort erneut von einem starken Hochwasser heimgesucht, ebenso 1958. Im Jahr 2002 wurde das Dorf vom „Jahrhunderthochwasser“ vollständig eingeschlossen. Lediglich durch die Nutzung von landwirtschaftlichen Fahrzeugen konnten die Bewohner des Dorfes mit dem Notwendigsten versorgt werden.
Um die Ortslagen Elversdorf und Demker zukünftig vor dem Wasser des Tangers zu schützen, wurden um beide Dörfer Ringdeiche geplant. Beim Elbhochwasser 2006 konnte dadurch innerhalb von zwei Tagen der Grund für den das Dorf umfassenden Ringdeich errichtet werden.

### Eingemeindungen
Ursprünglich gehörte das Dorf Elversdorf zum Tangermündeschen Kreis der Mark Brandenburg in der Altmark. Zwischen 1807 und 1813 lag es im Kanton Tangermünde. auf dem Territorium des napoleonischen Königreichs Westphalen. Nach weiteren Änderungen kam die Gemeinde 1816 zum Kreis Stendal, dem späteren Landkreis Stendal.
Am 20. Juli 1950 wurde die bis dahin eigenständige Gemeinde Elversdorf nach Demker eingemeindet.
Nach der Eingemeindung von Demker in die Einheitsgemeinde Stadt Tangerhütte am 31. Mai 2010 wurde Elversdorf Ortsteil von Tangerhütte und zur kam neu entstandenen Ortschaft Demker.

### Einwohnerentwicklung
| Jahr | Einwohner |
| ---- | --------- |
| 1734 | 104       |
| 1772 | 037       |
| 1790 | 128       |
| 1798 | 122       |
| 1801 | 127       |
| 1818 | 128       |

| Jahr | Einwohner |
| ---- | --------- |
| 1840 | 127       |
| 1864 | 150       |
| 1871 | 139       |
| 1885 | 110       |
| 1892 | [0]124    |
| 1895 | 118       |

| Jahr | Einwohner |
| ---- | --------- |
| 1900 | [0]093    |
| 1905 | 102       |
| 1910 | [0]098    |
| 1925 | 117       |
| 1939 | 099       |
| 1946 | 214       |

| Jahr | Einwohner |
| ---- | --------- |
| 1977 | 114       |
| 2013 | [00]069   |
| 2014 | [00]066   |
| 2018 | [00]059   |
| 2019 | [00]058   |
| 2020 | [00]057   |

| Jahr | Einwohner |
| ---- | --------- |
| 2021 | [00]56    |
| 2022 | [0]59     |
| 2023 | [0]59     |

Quelle, wenn nicht angegeben, bis 1946:

## Religion

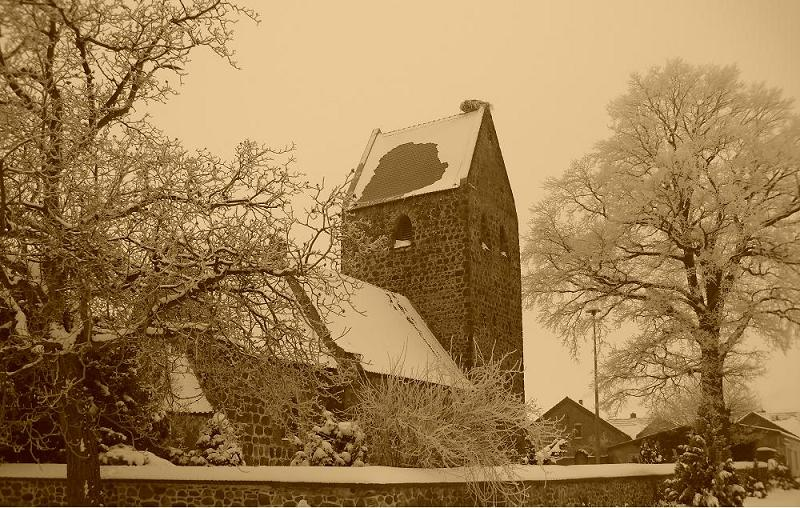
Elversdorfer Kirche 2010

- Die evangelische Kirchengemeinde Elversdorf, die früher zur Pfarrei Elversdorf bei Demker gehörte,[21] wird heute betreut vom Pfarrbereich Lüderitz im Kirchenkreis Stendal im Bischofssprengel Magdeburg der Evangelischen Kirche in Mitteldeutschland.[22] Die ältesten überlieferten Kirchenbücher für Elversdorf stammen aus dem Jahre 1647.[23]
- Die katholischen Christen gehören zur Pfarrei St. Elisabeth in Tangermünde im Dekanat Stendal im Bistum Magdeburg.[24]

## Politik

### Ortschaftsrat
Elversdorf gehört zur Ortschaft Demker und hat daher mit Demker einen gemeinsamen Ortschaftsrat. Ortsbürgermeisterin der Ortschaft Demker ist Petra Fischer.

## Kultur und Sehenswürdigkeiten

### Baudenkmale
Die evangelische Dorfkirche Elversdorf ist ein romanischer Feldsteinbau wohl vom Ende des 12. Jahrhunderts, der leicht aus der Schiffsachse gerückte Turm wurde gegen Ende des 13. Jahrhunderts angefügt. Im Turm sind flache spitzbogige Schallöffnungen aus der Bauzeit eingelassen. Bei einem barocken Umbau wurden im Jahr 1752 alle Fenster an Chor und Schiff spitzbogig vergrößert, drei romanische Fenster in der Apsis und drei romanische Portale wurden vermauert. Eine Renovierung erfolgte 1899. Im Innern sind Saal und Chor mit einer Holzbalkendecke von 1899 flachgedeckt. Die Kanzel vom Ende des 18. Jahrhunderts steht auf einem gedrehten, von einer Weinranke umwundenen Fuß, am Korb sind ebenfalls gedrehte Säulen angeordnet. Gleichzeitig sind auch Orgelempore und Kirchengestühl entstanden. Am Triumphbogen sind Epitaphe für Nicolaus († 1616) und Magdalena Neylinck († 1612) angebracht; deren Grabplatten sind vor dem Altar in den Boden eingelassen. Eine Bronzeglocke von Claus Backmester aus Magdeburg wurde 1510 gegossen.

### Gedenkstätten
- In Demker steht ein Denkmal für die Gefallenen des Ersten und Zweiten Weltkrieges, eine Stele auf bewachsenem Steinhaufen mit angebrachter Widmungstafel.[26]
- Das Grab des unbekannten Soldaten erinnert u. a. an ein Ereignis Anfang April 1945, als in der Nähe des Bahnhofs Demker zwei deutsche Jagdflugzeuge abgeschossen wurden. Auf dem Grab eines der Piloten befinden sich noch heute der Stahlhelm und ein Stück seines Flugzeuges, das infolge des Absturzes geschmolzen war.[26]
- Die Sage Die Papenkuhle schildert die folgende Begebenheit:[27] Einst führte zwischen Elversdorf und Köckte nur ein schmaler Steg über das Flüsschen Tanger. Ein Pfarrer, der die Breite des Steges durch seinen angeheiterten Zustand nicht mehr ganz korrekt einschätzen konnte, überquerte diesen nun in der Abenddämmerung, verlor bald darauf das Gleichgewicht und kam elendlich im Wasser um.[28]

### Storchennest auf dem Kirchturm
Das Storchennest wurde 1928 von einigen Dorfbewohnern auf der Kirchspitze errichtet. Seit 2011 kann man hin und wieder beobachten, wie sich Wildgänse im Storchennest niederlassen.
| Jahr                 | 1990 | 1991 | 1992 | 1993 | 1994 | 1995 | 1996 | 1997 | 1998 | 1999 |
| Anzahl der Jungtiere | 2    | 3    | 0    | 1    | 3    | 4    | 4    | 3    | 2    | 3    |
| Jahr                 | 2000 | 2001 | 2002 | 2003 | 2004 | 2005 | 2006 | 2007 | 2008 | 2009 |
| Anzahl der Jungtiere | 4    | 3    | 2    | 4    | 3    | 0    | 3    | 0    | 0    | 0    |
| Jahr                 | 2010 | 2011 | 2012 | 2013 | 2014 | 2015 | 2016 | 2017 | 2018 | 2019 |
| Anzahl der Jungtiere | 1    | 3    | 1    | 3    | 0    | 2    | 1    | 0    | 0    | 0    |
| Jahr                 | 2020 | 2021 | 2022 |
| Anzahl der Jungtiere | 0    | 0    | 2    |
Da seit geraumer Zeit das Storchennest auf dem Kirchturm von den Störchen zwar jährlich inspiziert, aber nicht mehr angenommen wurde, haben 2021 Einwohnern des Ortes ein Neues errichtet. Dieses wird von den Störchen gut angenommen und führte ab 2022 zu einer erneuten Brutzeit.

## Wirtschaft und Infrastruktur
Viele junge und erfahrene Einwohner des Ortes sind in der Freiwilligen Feuerwehr aktiv.
Auch werden Dorffeste vielfach von der Feuerwehr ausgerichtet und weitere Gemeinschaftsaktivitäten, wie die jährlichen Feuer (Weihnachtsbaumverbrennung, Osterfeuer etc.), tatkräftig unterstützt.